# Lotrinští
Lotrinští (německy von Lothringen, francouzsky de Lorraine, také nesprávně Lotrinkové) je panovnický rod, který vládl v Lotrinsku od 11. do 18. století, a následně v habsburské říši (jako habsbursko-lotrinská dynastie) do roku 1918, v 18. a 19. století také v italských státech Toskánsko a Modena. Rod byl spjatý s Lotrinskem po téměř celou jeho feudální historii, proto se titul Lotrinský zažil jako jeho vlastní jméno. Na odlišení od jiných dynastií na lotrinském trůně, a též na rozlišení jeho jednotlivých linií, se někdy o starší linii mluví jako dynastii Metské či Ardénské, o mladší linii jako rodu Vaudémont.
Dynastie Lotrinských je v současnosti až na jednu svou linii považována za vymřelou, a tou linií je právě habsbursko-lotrinská dynastie, kterou založil František I. Štěpán Lotrinský se svou ženou Marií Terezií. Ta je také nejznámější, nejmocnější a nejúspěšnější větví rodu Lotrinských. A tak v současnosti členové rodu Lotrinských používají nejčastěji příjmení Habsburg-Lothringen nebo jen Habsburg.
Hlavou této dynastie a vlastně celého rodu Lotrinských byl do roku 2011 arcivévoda Dr. Otto von Habsburg-Lothringen, jehož následníkem je nyní nejstarší syn Karel Habsbursko-Lotrinský.

## Metsko-ardenská dynastie a rod Anjou

Znak Lotrinska z roku 1538

Tradice je někdy považovala za patrilineární potomky Karla Velikého. Prvním lotrinským vévodou z tohoto rodu se roku 1047 stal Adalbert, po němž následoval jeho bratr Gerhard. Starší z Gerhardový synů Dětřich založil vévodskou linii, mladší Gerhard se stal předkem hrabat z Vaudémontu.
Poprvé rod Lotrinsko ztratil roku 1431, kdy vévoda Karel II. zemřel bez mužských potomků. Jeho dcera Izabela se provdala za Reného, vévodu z Anjou, který získal Lotrinsko pro sebe. Jejich dcera a dědička Jolanda se ale provdala za Bedřicha II., hraběte z Vaudémontu, vnuka mladšího bratra vévody Karla II. a dědičky Vaudémontského hrabství Markéty, a Lotrinsko se tak vrátilo do rodu Lotrinských. Na rozlišení obou vévodských linií se o mladší někdy mluví jako o dynastii Vaudémont, nebo lotrinsko-vaudémontské.

## Dynastie de Guise
Vedlejší linií lotrinského rodu byli francouzští vévodové de Guise (Guiseové), kteří vynikli jako vůdcové Katolické ligy za válek s hugenoty v 16. století, a málem tehdy uzurpovali francouzský trůn. Vymřeli roku 1688.

## Lotrinsko-vaudémontská dynastie

### Habsbursko-lotrinská dynastie
Zcela novou éru rodu založil poslední vévoda František Štěpán, pozdější císař František I. (1745–1765), který se oženil s dědičkou habsburského rodu Marií Terezií. Cenou za sňatek bylo odstoupení Lotrinska Francii. Jejich potomci spojili jméno Habsburků se svým. Tradice lotrinského rodu poté ustoupila do pozadí, pro další generace byl přirozeně důležitější jejich původ ze strany císařského rodu. Od té doby se většinou o rodině Lotrinských mluví prostě jako o Habsburcích.
Habsbursko-lotrinská dynastie tak byla v letech 1780–1918 panujícím rodem v zemích habsburské monarchie a tudíž i pátou a zatím poslední českou královskou dynastií. Habsbursko-lotrinská dynastie je dnes jedinou žijící větví lotrinského rodu.
Členové této dynastie pocházejí z manželství poslední habsburské panovnice Marie Terezie a Františka I. Lotrinského z rodu lotrinských vévodů. V období let 1780–1806 pocházeli z této dynastie císařové Svaté říše římské národa německého, od roku 1804 do roku 1918 pak užívali titulu rakouských císařů. Kromě Rakous a Čech vládli jako dědicové Habsburků také v Uhrách; v letech 1765–1860 panovali také ve Toskánském velkovévodství resp. ve Modenském vévodství.
Vzhledem k dějinnému významu Habsburků a velikosti jejich rodových držav, dalece přesahujícím lotrinskou dynastii, jež do té doby sehrávala v evropských dějinách úlohu spíše marginální, bývá označení habsbursko-lotrinská dynastie často zkracováno jako Habsburkové.

### Příslušníci habsbursko-lotrinské dynastie vládnoucí v českých zemích
- Josef II.
- Leopold II.
- František II. (jako císař rakouský František I.)
- Ferdinand V. (jako císař rakouský Ferdinand I.; poslední korunovaný český král)
- František Josef I.
- Karel I.

### Vybraní žijící příslušníci habsbursko-lotrinské dynastie
- Jiří Habsbursko-Lotrinský
- Ferdinand Zvonimír Habsbursko-Lotrinský

Současnou hlavou rodu je Karl von Habsburg, vnuk posledního císaře Karla.